# Собор Олександра Невського (Таллінн)

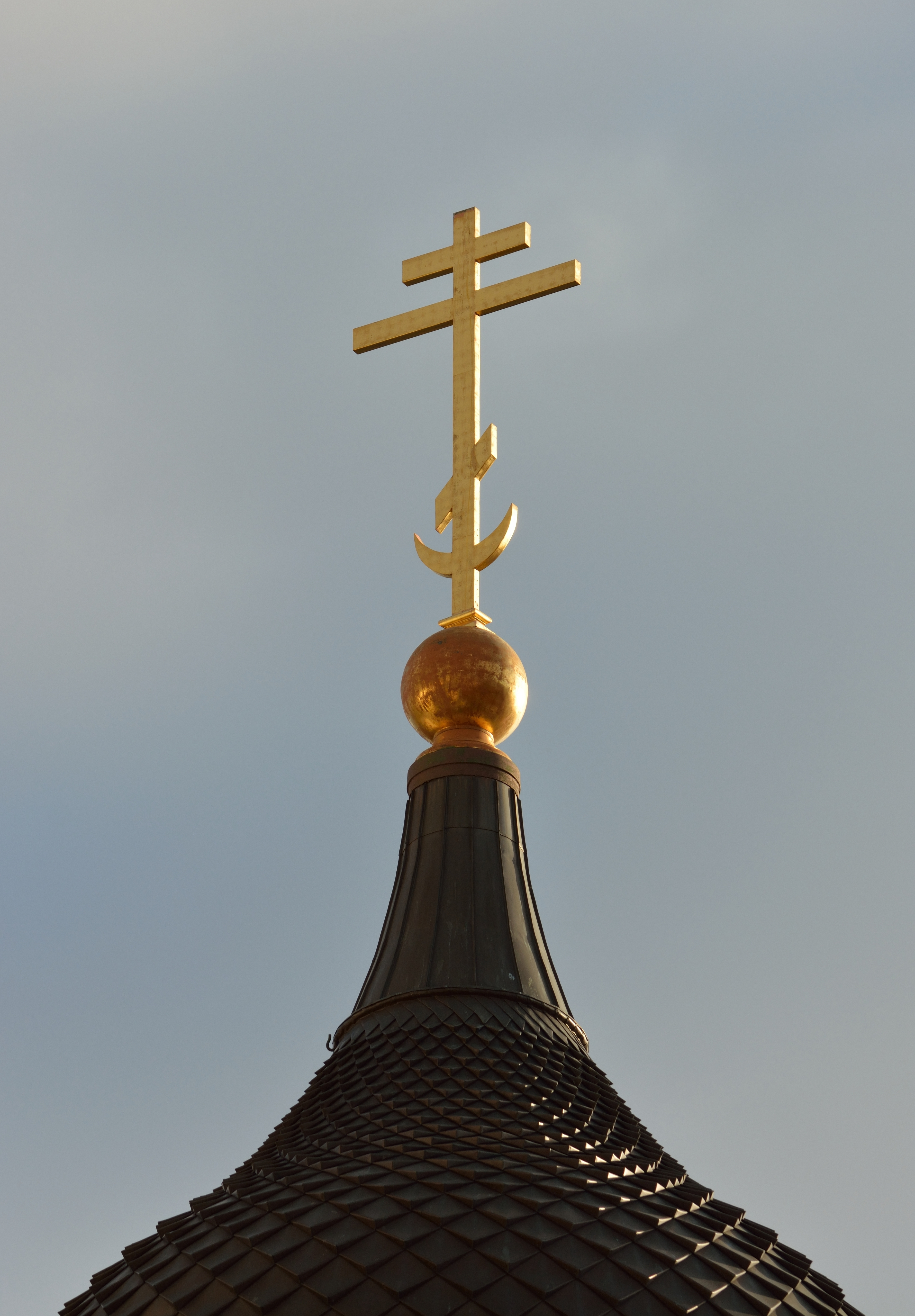

Собо́р Олекса́ндра Не́вського в Таллінні — ставропігіальний кафедральний православний соборний храм у підпорядкуванні Естонської православної церкви Московського патріархату (з травня 1945 року). Розташований в Таллінні, на височині Тоомпеа (Вишгороді), в народі прозваній могилою Калевіпоега.
Будівництво завершено 1900 року, автор проєкту — архітектор Михайло Преображенський.

## Історія
Зведений до 1900 року на пам'ять про чудесний порятунок імператора Олександра III в залізничній аварії 17 жовтня 1888 року. З восьми запропонованих варіантів для зведення собору найкращим місцем виявилась площа перед губернаторським палацом (нині будівля парламенту).
19 лютого 1887 року православне духовенство Ревеля подало Естляндському губернатору князю Сергію Шаховському доповідну записку, яка пояснювала необхідність будівництва нового собору.
Синод визнав будівництво нового храму дійсно необхідним й асигнував 60 тисяч рублів. За клопотанням губернатора, 2 квітня 1888 року імператор Олександр III надав дозвіл на збирання пожертв у межах Російської імперії.

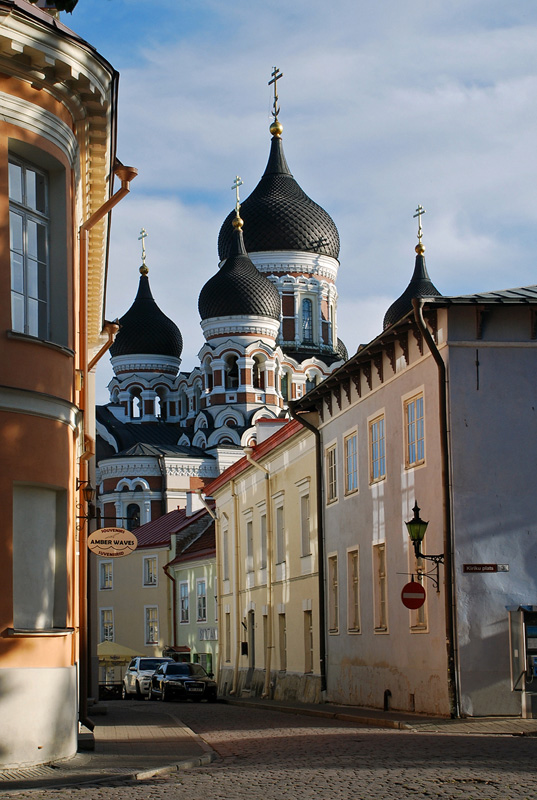
Вулички Таллінна

Основні проблеми й непередбачувані витрати з'явились у комітету із зведення нового собору під час вирішення питання з вибору місця. Це питання обговорювалось з квітня 1888 до середини 1892 року. Комітету було запропоновано вісім варіантів, найбільш підходящим виявилась площа перед губернаторським палацом.
20 серпня 1895 року Високопреосвященішим Арсенієм, Архієпископом Ризьким і Мітавським було проведено урочисте освячення закладки собору. За два роки, 2 листопада 1897 року, завдяки зусиллям головного підрядника, купця першої гільдії Івана Дмитровича Гордєєва, на куполи собору були урочисто встановлені залізні позолочені хрести.
Позолота куполів храму виконана 1898 року майстром і купцем другої гільдії — Петром Семеновичем Абросімовим. Дзвони для нового храму були виконані на дзвоновому заводі купця Василя Михайловича Орлова в столиці Російської імперії — Санкт-Петербурзі. Повна їх кількість склала — 11. Захід із освячення та встановлення дзвонів відбувся 7 червня 1898 року. Первинно проект нового храму передбачав встановлення мармурового іконостасу, однак у процесі будівництва собору, було прийнято рішення щодо його заміни на позолочений дерев'яний. Цю роботу було доручено Петру Абросімову. Ікони були написані в майстерні академіка живопису Олександра Никаноровича Новоскольцева. За його ж проєктом петербурзьким майстром Емілем Карловичем Штейнке були виготовлені вітражі, які потім було встановлено у вікнах вівтаря. П'ятиголовий трипрестольний собор, розрахований на 1500 чоловік, зведено за зразком московських храмів XVII століття. Фасади собору прикрашені мозаїчними панно, виконаними академіком архітектури Фроловим.
Храм було урочисто освячено 30 квітня 1900 року Преосвященним Агафангелом (Преображенським), єпископом Ризьким і Мітавським; в освячені брав участь Іоанн Кронштадтський. До нового собору перейшла російська парафія з Преображенського собору; останній же було передано етнічній естонській громаді. Першим настоятелем був протоієрей Олексій Аристов.

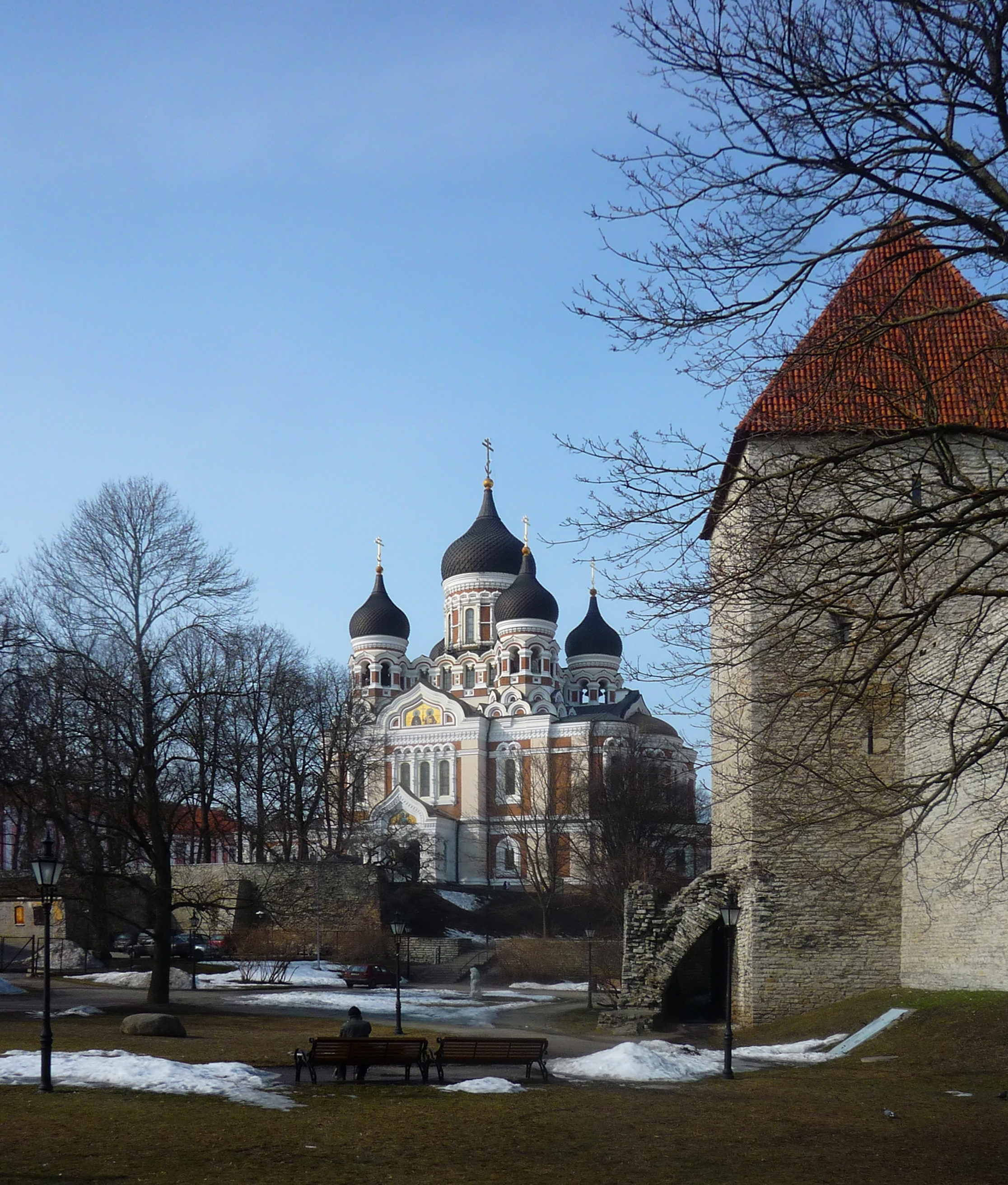
Вид на храм і міську стіну

31 грудня 1917 року в соборі відбулась архієрейська хіротонія архімандрита Платона (Кульбуша) у єпископа Ревельського, яку очолив митрополит Петроградський і Гдовський Веніамін (Казанський).
За ідейно-політичними міркуваннями влада збиралась знести храм 1928 року, за часів першої незалежності Естонії. Активним захисником собору був предстоятель Естонської Апостольської Православної Церкви митрополит Олександр (Паулус), який 1936 року переніс сюди свою кафедру з Преображенського собору. Наприкінці 1936 настоятелем собору став протоієрей Пятс, брат президента Естонської Республіки Костянтина Пятса.
За часів перебування Естонії в складі Райхскомісаріату Остланд Німецької імперії храм було закрито.
На початку 1960-их років влада планувала перебудувати собор на планетарій (подібну долю мав Христоріздвяний кафедральний собор (Рига)), однак він був врятований.
3 вересня 1961 року в соборі відбулась архієрейська хіротонія архімандрита Алексія (Рідігера), яку очолив архієпископ Ярославський і Ростовський Никодим (Ротов).

## Подальша історія та сучасність
16 березня 1999 в Міністерстві внутрішніх справ Естонії було зареєстровано статут парафії. Собор набув статусу ставропігіального; парафію було наділено статусом офіційного представництва Московського Патріархату в Естонії зі збереженням в ньому кафедри предстоятеля ЕАПЦ Московського Патріархату.
Настоятель собору — Митрополит Талліннський і всієї Естонії Корнілій (Якобс).

## Ікони
За первинним проектом Михайла Преображенського для собору планувався мармуровий іконостас, але в процесі будівництва через економію його було замінено на позолочений, дерев'яний, оскільки в порівнянні з мармуровим, цей був більш дешевим та більше підходив до типу собору, збудованого за типом московських храмів XVII століття.
Всі три іконостаси й чотири кіоти виконані за ескізами самого Преображенського; роботу виконав майстер Абросимов, який золотив куполи храму.
Ікони для іконостасу й чотирьох кіотів були виконані на цинкових і мідних дошках у Санкт-Петербурзькій майстерні академіка Новоскольцева в 1889–1899 роках.

### Фото й відео
- 360º повноекранна панорама [Архівовано 20 липня 2011 у Wayback Machine.] інтер'єра собору Олександра Невського